# Банамичи (муниципалитет)
Банамичи (исп. Banámichi) — муниципалитет в Мексике, штат Сонора, с административным центром в одноимённом посёлке. Численность населения, по данным переписи 2020 года, составила 1825 человек.

## Общие сведения
Название Banámichi с языка индейцев племени опата можно перевести как — место падения или вращения воды.
Площадь муниципалитета равна 808,1 км², что составляет 0,5 % от площади штата, а наиболее высоко расположенное поселение Эль-Ногаль, находится на высоте 1227 метров.
Он граничит с другими муниципалитетами Соноры: на севере с Ариспе, на востоке с Кумпасом, на юге с Уепаком, и на западе с Оподепе.

## Учреждение и состав
Муниципалитет был образован 30 мая 1931 года, по данным 2020 года в его состав входит 15 населённых пунктов, самые крупные из которых:
| Код INEGI                  | Населённый пункт                                                                         | Численность населения (2005 год) | Численность населения (2010 год) | Численность населения (2020 год) |
| -------------------------- | ---------------------------------------------------------------------------------------- | -------------------------------- | -------------------------------- | -------------------------------- |
| 013                        | Всего                                                                                    | 1464                             | 1646                             | 1825                             |
| 0001                       | Банамичи (исп. Banámichi) 30°00′28″ с. ш. 110°12′56″ з. д. (административный центр)      | 1114                             | 1238                             | 1417                             |
| 0011                       | Лас-Делисьяс (исп. Las Delicias) 29°58′45″ с. ш. 110°13′27″ з. д.                        | 129                              | 151                              | 167                              |
| 0018                       | Ла-Мора (исп. La Mora) 29°58′35″ с. ш. 110°12′17″ з. д.                                  | 151                              | 186                              | 158                              |
| 0099                       | Эль-Бахио-де-Пало-Бланко (исп. El Bajío de Palo Blanco) 29°57′54″ с. ш. 110°12′11″ з. д. | 26                               | 18                               | 30                               |
| 0002                       | Ла-Арена-Бланка (исп. La Arena Blanca) 29°59′51″ с. ш. 110°12′50″ з. д.                  | 14                               | 12                               | 12                               |
| —                          | Прочие                                                                                   | 30                               | 41                               | 41                               |
| Названия на карте Генштаба |                                                                                          |                                  |                                  |                                  |

## Экономическая деятельность
По статистическим данным 2000 года, работоспособное население занято по секторам экономики в следующих пропорциях:
- сельское хозяйство, скотоводство и рыбная ловля — 35,3 %;
- промышленность и строительство — 28,8 %;
- торговля, сферы услуг и туризма — 34,9 %;
- безработные — 1 %.

## Инфраструктура
По статистическим данным 2020 года, инфраструктура развита следующим образом:
- электрификация: 98,9 %;
- водоснабжение: 98,9 %;
- водоотведение: 99,3 %.